# 張煚
張 煚（ちょう きょう、531年 - 604年）は、中国の西魏から隋にかけての政治家。字は士鴻。本貫は河間郡鄚県。

## 経歴
張羨の子として生まれた。西魏において奉朝請となり、員外侍郎に転じた。宇文泰に召されて外兵曹となった。北周が建国されると、前将軍の位を加えられた。明帝・武帝の代には、膳部大夫・冢宰司録を歴任し、北平県子の爵位を受けた。宣帝のとき、儀同の位を加えられ、爵位は伯に進んだ。
580年、楊堅が北周の丞相となると、張煚は楊堅と結んで重用されるようになった。581年、隋が建国されると、尚書右丞に任ぜられ、爵位は侯に進んだ。太府少卿に転じ、営新都監丞を兼ねた。父の喪にあって職を去り、骨の立つまで身体を憔悴させた。儀同三司の位を受け、虞郷県公の爵位を継いだ。まもなく太府卿に転じ、民部尚書に任ぜられた。600年、晋王楊広が揚州総管となると、張煚はその下で司馬となり、銀青光禄大夫の位を加えられた。後に冀州刺史に任ぜられたが、晋王楊広に求められて晋王長史となり、検校蒋州事をつとめた。晋王楊広が皇太子となると、張煚は再び冀州刺史となり、位は上開府に進み、良二千石と称された。604年、在官のまま死去した。享年は74。
子の張慧宝は、絳郡丞となった。

## 伝記資料
- 『隋書』巻四十六 列伝第十一
- 『北史』巻七十五 列伝第六十三